# Jelle Galema
Jelle Galema (Boxtel, 16 november 1992) is een Nederlands hockeyer die uitkomt voor Hockeyclub 's-Hertogenbosch.
Galema begon met hockeyen bij MEP uit Boxtel en maakte in 2009 de overstap naar Oranje Zwart in Eindhoven dat uitkomt in de Hoofdklasse. Met OZ bereikte hij in 2013 de finale van de play offs om het landskampioenschap, waarin werd verloren van HC Rotterdam. De aanvaller maakte in datzelfde jaar zijn debuut voor het Nederlands elftal tijdens de halve finalewedstrijden van de Hockey World League.